# 那須町立学びの森小学校
那須町立学びの森小学校（なすちょうりつ まなびのもりしょうがっこう）は、栃木県那須郡那須町大島にある公立の小学校。

## 沿革
- 2012年（平成24年）4月 - 那須町学校適正配置等計画を策定[1]。
- 2016年（平成28年）
  - 4月1日 - 那須町学校設置条例により、大島小学校と朝日小学校を統合して開校。
  - 4月8日 - 開校式典挙行[2]。

## 通学区域
- 逃室1、逃室2、逃室3、新逃室、田島、豊津、千振、千景園、柏台、高津、針生、松沼、吉田上、綱子、常民夕狩、新夕狩、慈生会、夕狩、黒木、七曲、五十里、東観、二枚橋、柏沼、トラピスト、小島1、小島2、大島1、大島2、藤塩、喜和田、漆塚上、漆塚下、中原、山梨子、大石、新田、羽原、穂積、戸能[3]。

## 進学先中学校
- 那須町立那須中央中学校[3]

## 子牛の飼育
2019年より総合的な学習の時間の一環として、近隣の森林ノ牧場から子牛1頭受け入れ、約2ヶ月間飼育している。2022年は10月中旬から12月中旬の間で、ジャージー種の子牛はジャスミンと名付けられ、5年生が朝晩の餌やりや糞尿の片付け、校庭での散歩などの世話を担当した。受け入れ時には入学式、旅立ち時には卒業式を行った。

## 周辺
- 栃木県道344号湯本大島線
- 栃木県道21号湯本小島線
- 余笹川
- 東北自動車道

## 交通
- JR東北本線
  - 黒田原駅から、那須町民バス湯本線で8分、『大島』バス停下車後、徒歩約435m・約7分。
  - 高久駅から、那須町民バス湯本線で32分、『大島』バス停下車後、徒歩。
    - 高久駅からのバスは、日中の2本のみ運行。
    - なお、『大島』バス停から、学校敷地までは近いが、校門までは道路の関係で、やや遠回りとなる。
- 東北自動車道
  - 那須高原スマートICから、
    - 東京・川口・宇都宮方面出口からは、約3.9km・約7分。
    - 青森・仙台・福島方面出口からは、約3.4km・約6分。
    - ETC未装着車は、下記那須ICを利用する。

  - 那須ICから、約9.1km・約15分。